# Gai Estertini Xenofont
Gai Estertini Xenofont (llatí: Gaius Stertinius Xenophon), més conegut com a Xenofont de Cos (grec antic: Ξενοφῶν) fou un metge grec de la família dels Asclepíades que va ser metge de l'emperador Claudi, del qual va obtenir alguns privilegis per a la seva illa natal. Agripina Menor el va induir matar l'emperador amb verí mitjançant una ploma, que li va introduir a la boca amb l'excusa de fer-lo vomitar l'any 54 aC.